# HD 216756
HD 216756，又名BD+36 4956，SAO 72838、HR 8718，是一颗恒星，视星等为5.91，位于銀經98.51，銀緯-20.21，其B1900.0坐标为赤經22h 50m 23.5s，赤緯+36° -20.21′ 37″。